# Paris université club (athlétisme)
Pour un article plus général, voir Paris université club.
Le Paris Université Club est un club omnisports français comprenant notamment une section d'athlétisme créée en 1906. 
L'athlétisme fut d'ailleurs à la base de la création du PUC. Les athlètes pucistes utilisent notamment les installations du Stade Charlety ainsi que celles du centre sportif Alain Mimoun dans le 12 arrondissement.
La section athlétisme compte aux alentours de 700 athlètes, et un groupe handisport est présent.

## Personnalités liées au club
Le PUC athlétisme compte dans ses rangs de grands athées qui ont marqué l'histoire de l'athéisme français comme Marie-José Pérec, triple championne olympique.  
Des para-athlètes comme  Timothée Adolphe champion du monde en 400 mètres mais aussi Assia El Hannouni, qui s'est illustrée aux Jeux paralympiques d’Athènes (2004) et de Pékin (2008). Judith Mariette Lebog est une sprinteuse camounaise, en 2020 elle participe aux Jeux paralympiques de Tokyo, elle  devient championne sur le 100m Grand Prix IPC de Dubaï en 2021 et rejoint les effectifs du PUC lors de la saison 2022-2023.  
Arthémon Hatungimana, vice-champion du monde du 800m, à ce jour, il est le directeur sportif de la section athlétisme. 